# Рене Бак
Рене Бак (нім. René Back; 8 вересня 1982, Кемментал, Швейцарія) — швейцарський хокеїст, захисник, виступав за швейцарські клуби ХК «Давос», ЕХК «Кур», «Цуг», з 2014 року за  клуб ХК «Клотен Флаєрс» (Національна ліга А).

## Кар'єра
Рене розпочав свою кар'єру хокеїста в юнацькій команді ХК «Кройцлінген». Звідти він перейшов до ХК «Давос», там виступав у складі команди U20 у сезоні 1998/99 років. Після сезону у юніорському складі ЕХК «Кур» захисник повернувся до Давосу і вже у сезоні 2000/01 років дебютує у основному складі ХК «Давос», у сорока матчах зробив дві результативні передачі. Паралельно, він виступав за ЕХК «Кур».
Сезон 2001/02 провів за клуб «Кур», потім два сезони відіграв за цюрихські клуби ЦСК Лайонс в НЛА та фарм-клуб ГСК Лайонс (НЛБ).
З сезону 2004/05 виступає за ХК «Цуг». Відігравши п'ять років за ХК «Цуг», Рене повертається до ХК «Давос», де вже наступного сезону стає чемпіоном Швейцарії. Відігравши за ХК «Давос» п'ять років, напередодні сезону 2014/15 уклав трирічний контракт з ХК «Клотен Флаєрс».
УУскладі ХК «Давос» брав участь у престижному Кубку Шпенглера.

## Кар'єра (збірна)
У складі юніорської збірної Швейцарії виступав на чемпіонаті світу 2000 року, у складі молодіжної збірної на чемпіонаті світу у 2002 році. Залучався до складу національної збірної.